# Веретье-2 (Псковская область)
Веретье-2 — деревня в Великолукском районе Псковской области России. Входит в состав сельского поселения «Переслегинская волость».
Расположена в центре района, в 10 км к северо-западу от райцентра Великие Луки и в 8 км к северо-востоку от волостного центра Переслегино. Севернее находится деревня Веретье-3, южнее — Веретье-1.
Численность населения по оценке на 2000 год составляла 6 человек, на 2010 год — 2 человека.